# Darling Légitimus
Darling Légitimus (ur. 21 listopada 1907 w Le Carbet, zm. 7 grudnia 1999) – francuska aktorka filmowa.

## Filmografia
- 1946: Un Ami viendra ce soir
- 1955: Port pragnień jako matka Baby
- 1963: Błędny ognik jako Chantal
- 1971: Bulwar Rumu jako nucąca kobieta
- 1972: Ostatnie tango w Paryżu jako konsjerżka
- 1980: La Bande du Rex jako Nounou
- 1983: Ulica ubogich chatek jako M'Man Tine